# Ludwig XI. von Oettingen

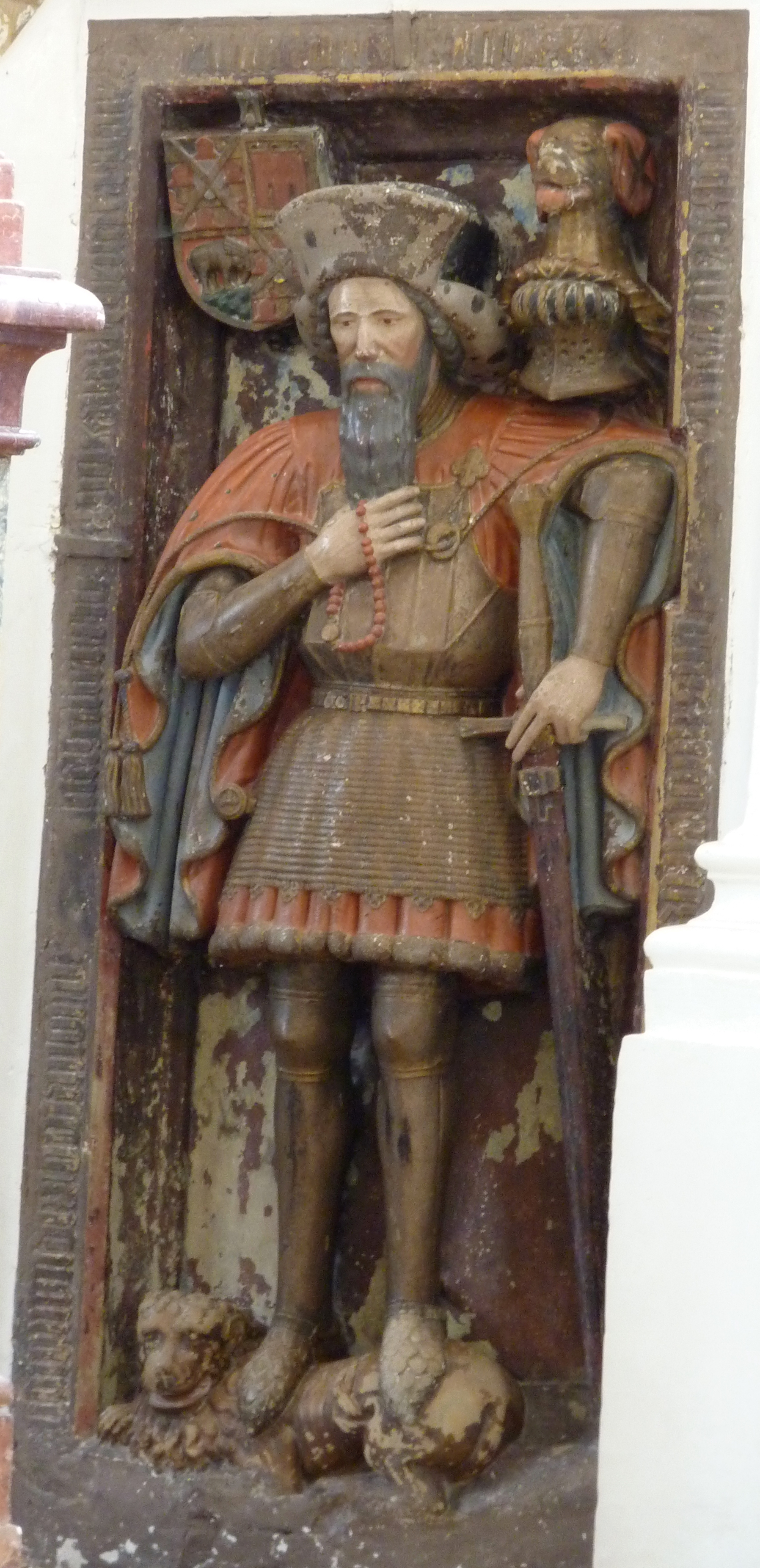
Epitaph für Ludwig XI. in der Kirche Mariä Himmelfahrt in Kirchheim am Ries

Ludwig XI. von Oettingen († 1440), genannt im Barte, war Graf von Oettingen und Hofmeister unter Kaiser Sigismund.

## Leben
Ludwig XI. war der Sohn von Ludwig X. von Oettingen († 1. März 1370) und der Imagina von Schaunberg († 5. November 1377). Ludwig XI. war seit dem 15. Dezember 1374 in erster Ehe mit Beatrix von Helfenstein († 1385) und ab 1420 in zweiter Ehe mit Agnes von Werdenberg († 17. Dezember 1474) verheiratet. Aus  der ersten Ehe entstammten Wilhelm I. († 7. September 1406) und Anna († 9. November 1436), die mit dem Markgrafen Bernhard I. von Baden verheiratet war. Aus zweiter Ehe entstammte Ludwig XII. († 17. Juni 1422). Ein Bruder von Ludwig XI., Friedrich IV. von Oettingen, war von 1381 bis zu seinem Tod im Jahr 1413 Bischof von Eichstätt.
In der Kirche Mariä Himmelfahrt in Kirchheim am Ries befindet sich ein Epitaph für Ludwig XI. Das Epitaph, an der Wand neben dem Altar, stellt Ludwig XI. lebensgroß in prächtigem Harnisch dar. Die ursprüngliche Bemalung ist noch erhalten.

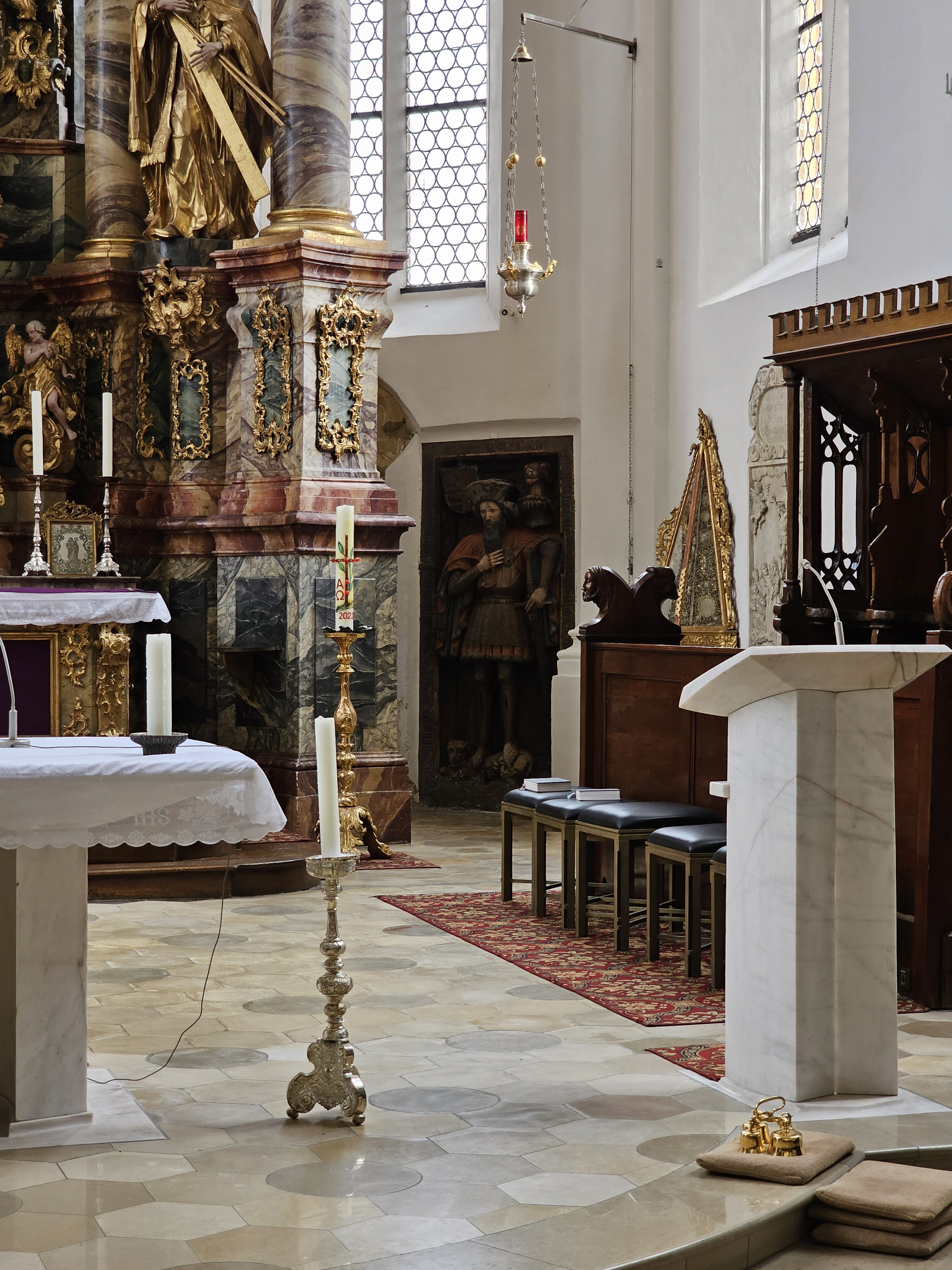
Epitaph Ludwig XI. von Oettingen neben dem Hochaltar